# Contea di Xiangcheng
La contea di Xiangcheng (襄城县S, Xiāngchéng XiànP) è una contea della Cina, situata nella provincia di Henan e amministrata dalla prefettura di Xuchang.